# Boxbrunn (Lichtenau)
Boxbrunn (fränkisch ebenfalls Boxbrunn) ist ein Gemeindeteil des Marktes Lichtenau im Landkreis Ansbach (Mittelfranken, Bayern). Boxbrunn liegt in der Gemarkung Lichtenau.

## Geografie
Das Dorf liegt in Hanglage südlich von Lichtenau. Etwa 1 km südwestlich entspringt der Weikersbach, ein rechter Zufluss der Fränkischen Rezat. 0,5 km östlich des Ortes liegt der Kühberg, 0,5 km westlich befindet sich ein Golfplatz, 0,5 km südwestlich liegt das Franzosenholz. Eine Gemeindeverbindungsstraße führt nach Lichtenau zur Kreisstraße AN 1 (0,8 km nördlich).

## Geschichte
Der Ort wurde im Würzburger Lehenbuch, das zwischen 1303 und 1313 entstanden ist, als „Boksbrunn“ erstmals urkundlich erwähnt. Der Ortsname leitet sich von einem gleichlautenden Flurnamen ab, dessen Bestimmungswort der (Reh-)Bock ist, d. h., es wird eine Tränke bezeichnet, die von Rehböcken aufgesucht wurde. Die Herren von Heideck übten zu dieser Zeit die Vogtei über den Ort aus. 1407 wurde der Ort in einer Urkunde aufgeführt, laut der die Reichsstadt Nürnberg unter anderem auch vier Güter in Boxbrunn der Burkhard Seiler’schen Almosenstiftung überließ.
Im Salbuch des nürnbergischen Pflegamtes Lichtenau von 1515 wurden für Boxbrunn 5 Untertansfamilien angegeben: 4 Untertanen unterstanden dem brandenburg-ansbachischen Stiftsamt Ansbach, 1 Gut gehörte einem Lichtenauer Bürger. Laut der Amtsbeschreibung des Pflegamtes Lichtenau aus dem Jahr 1748 zählte der Ort zur Hauptmannschaft Sachsen. Es gab 5 Untertansfamilien, von denen 1 nürnbergisch war.
Gegen Ende des 18. Jahrhunderts gab es in Boxbrunn 8 Anwesen und ein Gemeindehirtenhaus. Das Hochgericht übte das Pflegamt Lichtenau aus, die Dorf- und Gemeindeherrschaft hatte das Stiftsamt Ansbach. Grundherren waren das Stiftsamt Ansbach (3 Halbhöfe, 2 Viertelhöfe, 2 Halbgüter) und der Nürnberger Eigenherr Kreß von Kressenstein (1 Halbhof).
Im Rahmen des Gemeindeedikts wurde Boxbrunn dem 1808 gebildeten Steuerdistrikt Lichtenau und der 1810 gegründeten Ruralgemeinde Lichtenau zugeordnet. 1818 stellte der Ort einen Antrag, mit dem Weickershof und Stritthof eine eigene Gemeinde zu bilden, was jedoch abgelehnt wurde.

### Einwohnerentwicklung
| Jahr      | 001818 | 001840 | 001861 | 001871 | 001885 | 001900 | 001925 | 001950 | 001961 | 001970 | 001987 |
| Einwohner | 50     | 53     | 64     | 64     | 65     | 51     | 59     | 85     | 51     | 60     | 57     |
| Häuser    | 9      | 9      |        |        | 9      | 9      | 9      | 10     | 11     |        | 14     |
| Quelle    | [ 14 ] | [ 15 ] | [ 16 ] | [ 17 ] | [ 18 ] | [ 19 ] | [ 20 ] | [ 21 ] | [ 22 ] | [ 23 ] | [ 1 ]  |

## Religion
Der Ort ist seit der Reformation evangelisch-lutherisch geprägt und war ursprünglich nach St. Alban (Sachsen bei Ansbach) gepfarrt, seit dem 2. Juli 1809 ist die Pfarrei Dreieinigkeitskirche (Lichtenau) zuständig. Die Einwohner römisch-katholischer Konfession sind nach St. Johannes (Lichtenau) gepfarrt.